# The Garden of Weeds
The Garden of Weeds er en amerikansk stumfilm fra 1924 af James Cruze.

## Medvirkende
- Betty Compson som Dorothy Delbridge
- Rockliffe Fellowes som Phillip Flagg
- Warner Baxter som Douglas Crawford
- Charles Stanton Ogle som Henry Poulson
- King Zany som Jack Lane
- William Austin som Archie
- Lucille Thorndike
- William H. Turner